# Pereljub
Pereljub (in russo Перелюб?) è un villaggio dell'oblast' di Saratov, in Russia; è il centro amministrativo del distretto Pereljubskij.
Si trova sulle rive del fiume Kamelik (affluente del Bol'šoj Irgiz), a 116 km dalla città di Pugačëv e 300 km (in linea d'aria) a est di Saratov.